# Eucalyptus annuliformis
Eucalyptus annuliformis là một loài thực vật có hoa trong Họ Đào kim nương. Loài này được Grayling & Brooker mô tả khoa học đầu tiên năm 1992.
Đây là loài đặc hữu của một khu vực nhỏ ở phía tây nam của Tây Úc. Loài này có vỏ nhẵn, màu xám, lá hình elip đến hình mũi mác khi trưởng thành, nụ hoa hình bầu dục, hoa màu trắng và quả hình bán cầu với một đĩa rộng.